# Marc Friedrich

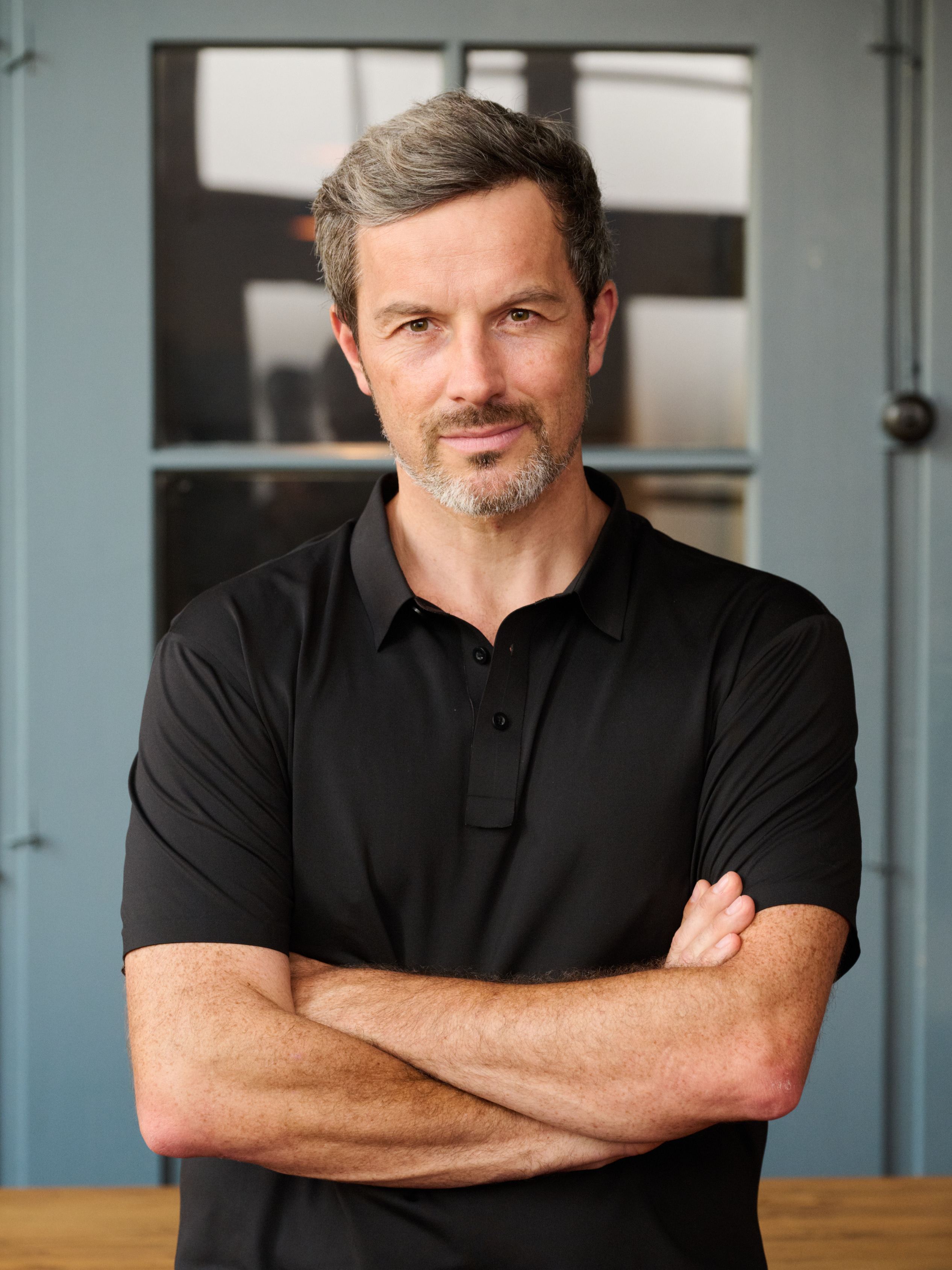
Marc Friedrich (2025)

Marc Friedrich (* 1975 in Waiblingen) ist ein Sachbuchautor zu den Themen Wirtschaft und Finanzen.

## Leben
Friedrich studierte an der Hochschule Aalen internationale Betriebswirtschaftslehre. Danach arbeitete er für verschiedene Unternehmen in Argentinien, den USA und Großbritannien. Friedrich erlebte 2001 während eines Aufenthalts in Argentinien den Staatsbankrott der dortigen Regierung und dessen Folgen. Gemeinsam mit Matthias Weik gründete er eine Vermögenssicherungsgesellschaft. Er hält Vorträge zu Themen wie Geldsystem, Bitcoin, Rohstoffe, Wirtschaftszyklen, Industrie 4.0 oder Digitalisierung. Friedrich ist als Gastautor bei Focus Online tätig und betreibt einen eigenen YouTube-Kanal.

## Positionen
Laut Friedrich hat das globale Finanzsystem der Fiat-Währungen vor allem aufgrund der immer weiter steigenden Staatsverschuldung, der Ausdehnung der Geldmenge und daraus resultierenden Inflation eine mathematisch begrenzte Lebensdauer und sei „seit 2008 auf der Intensivstation“. Die Politiker würden sich nicht trauen, sich gegen das Geld- und Finanzsystem zu stellen, und es werde somit künstlich am Leben gehalten. Die Probleme würden durch immer neues Geld, das EZB, Fed und andere Zentralbanken in das System pumpten, ständig weiter verschärft und der Crash werde damit in die Zukunft verschoben. Im Vergleich zur Weltwirtschaftskrise sei die heutige Situation noch fragiler und unsicherer. So gebe es heute viel mehr Schulden und das Geld befinde sich unreguliert im System.
Friedrich vertritt die Ansicht, dass vor allem limitierte Sachwerte wie Edelmetalle, Aktien, Bitcoin, aber auch Land, Whisky oder Diamanten in Zeiten von Wirtschaftskrisen den bestmöglichen Schutz für Vermögen bieten. Friedrich bezeichnet Bitcoin als eine „hoffnungsvolle Alternative“ zum aktuellen Fiat-Geldsystem. Der Erfinder Satoshi Nakamoto habe mit Bitcoin den Grundstein für die Trennung von Staat und Geld gelegt. Friedrich ist zudem Kritiker einer Bargeldabschaffung.

## Rezeption
Friedrich wird von verschiedenen Wirtschaftsjournalisten und Ökonomen als Crash-Prophet eingeordnet. Laut dem Finanzmarktjournalisten Werner Grundlehner von der Neuen Zürcher Zeitung gibt es fünf typische Merkmale für solche Crash-Propheten, zu denen er auch Friedrich zählt: „Ihre Argumente sind simpel und auf den ersten Blick logisch; ihre Prophezeiungen sind Teil ihres Geschäftsmodells; in Fachkreisen nimmt sie keiner ernst; sie sind Medienstars; ihre Lösungen sind scheinbar einfach.“ Grundlehner vergleicht dies mit einer Strategie beim Roulette: „Ich setzte jedes Mal auf die grüne Null und verliere meistens. Wenn dann aber die Kugel auf der Null liegen bleibt, veranstalte ich einen Riesenhallo und erzähle allen von der Verfünfunddreißigfachung des Einsatzes. Zahlreiche Besucher im Kasino werden mich als erfolgreichen Spieler in Erinnerung behalten.“ Marcel Fratzscher vom Deutschen Institut für Wirtschaftsforschung warf Friedrich „Demagogie und Schwarzmalerei“ vor, seine Thesen entbehrten jeder wissenschaftlichen Grundlage.
Friedrichs Prognosen haben sich immer wieder als falsch erwiesen. So sagte er in seinem Buch "Der größte Crash aller Zeiten" (mit Matthias Weik) im Jahr 2019 voraus, der Euro sei "bis spätestens 2023" gescheitert. Dies trat jedoch nicht ein. Der Finanzjournalist Markus Neumann kam im Nachrichtenmagazin Focus zu dem Ergebnis, dass deren Vorhersagen einer Überprüfung regelmäßig nicht standhalten. Er untersuchte im Jahr 2020 das erste Buch der beiden Autoren aus dem Jahr 2012. Dort sagten sie etwa ohne konkrete Zeitangabe, aber mit den Schätzungen „zwei Wochen, zwei Monate oder zwei Jahre“ den größten Crash aller Zeiten voraus. Auch zwölf Jahre später war das noch nicht eingetreten. Sie sagten aus, dass die Staatsschulden weiter ansteigen würden. Laut dem Internationalen Währungsfonds sanken diese hingegen. Sie sagten auch deutlich höhere Inflationsraten in der Euro-Zone voraus, tatsächlich sank die Inflationsrate. Sie rieten vom Kauf von Indexfonds ab und bezeichneten diese als „Irrsinn“. Tatsächlich konnten Anleger mit MSCI-World-Indexfonds in dieser Zeit eine Rendite von 170 Prozent erzielen. Wer hingegen, wie von den Autoren empfohlen, sein Geld in Gold anlegte, verlor 11,5 Prozent seines Kapitals.
Der Sport- und Lokaljournalist Andreas Pflüger schrieb 2019 in der Stuttgarter Zeitung, dass Friedrich und sein früherer Geschäftspartner Matthias Weik Fachleute seien, die ihre Behauptungen mit Daten, Zahlen und Fakten belegen. Ebenso seien weite Teile ihrer Prognosen schon eingetroffen, wie „die Nullzinspolitik der Europäischen Zentralbank, Strafzinsen auf Sparkonten, die Garantiezinssenkung bei Lebensversicherungen, der Brexit, Donald Trumps Wahl zum US-Präsidenten, die Selbstdemontage der Volksparteien oder das Erstarken extremer politischer Kräfte.“

## Performance des Wertefonds
Im Jahr 2017 initiierten Friedrich und Matthias Weik den „Friedrich & Weik Wertefonds“, der von der Solit Fonds GmbH betrieben wird. Seit 2020 gehen die beiden getrennte Wege. Der Fonds wurde 2020 in SOLIT Wertefonds umbenannt.
Friedrich und Weik gaben an, davon auszugehen, dass das Zeitalter des Papiergeldes zu Ende gehe und das Zeitalter der Sachwerte beginne. Weil man Sachwerte nicht drucken könne wie Geld, und Sachwerte immer Krisen überstanden hätten, gaben sie den Anstoß für einen „Sachwertfonds“.
Das Verbrauchermagazin Finanztest kam im Januar 2020 zu der Bewertung, dass der Fonds am gemessenen Anspruch der Autoren „unzureichend“ sei. Der Fonds wurde Anfang 2017 aufgelegt und hatte bis Anfang 2020 eine Rendite von 4,4 Prozent erzielt. Im gleichen Zeitraum stiegen die globalen Aktienmärkte um etwa 38 Prozent und der Goldpreis um etwa 29 Prozent. Der Fonds sei in Bezug auf die Managementgebühren zudem „relativ teuer“. Der Fonds performt also deutlich schwächer als der Benchmark.
Dem Argument, der „Wertefonds“ sei nicht auf Rendite, sondern Werteerhalt in Krisen ausgelegt, wird dieser nicht gerecht: Während der Corona-Krise sank der Fonds-Wert um 13,5 Prozent, während einfache ETFs deutlich weniger abrutschten. So hatte der Fonds Lyxor MSCI World UCITS ETF im selben Zeitraum nur ein Minus von 11,35 Prozent und schnitt damit besser ab. Auch in der positiven Entwicklung zeigt ein ETF im Vergleich zum „Wertefonds“ bessere Werte: Nur 17,83 Prozent im Zeitraum seit der Auflegung bis zum 9. Juli 2023 beim „Wertefonds“ stehen einer Entwicklung von plus 65,32 Prozent beim ETF im selben Zeitraum gegenüber. Abzuziehen sind weiterhin die im Vergleich deutlich höheren Kosten für den Anleger beim „Wertefonds“.

## Publikationen
- mit Matthias Weik: Der größte Raubzug der Geschichte. Warum die Fleißigen immer ärmer und die Reichen immer reicher werden, Bastei-Lübbe, Köln 2012, ISBN 978-3-404-60804-1.
- mit Matthias Weik: Der Crash ist die Lösung. Warum der finale Kollaps kommt und wie Sie Ihr Vermögen retten, Bastei-Lübbe, 2015, ISBN 978-3-404-60858-4.
- mit Matthias Weik: Kapitalfehler. Wie unser Wohlstand vernichtet wird und warum wir ein neues Wirtschaftsdenken brauchen, Eichborn, Köln 2016, ISBN 978-3-8479-0605-6.
- mit Götz W. Werner und Matthias Weik: Sonst knallt’s! Warum wir Wirtschaft und Politik radikal neu denken müssen, Eichborn, Köln 2017, ISBN 978-3-8479-0634-6.
- mit Matthias Weik: Der größte Crash aller Zeiten. Wirtschaft, Politik, Gesellschaft. Wie Sie jetzt noch Ihr Geld schützen können, Eichborn, Köln 2019, ISBN 978-3-8479-0669-8.
- Die größte Chance aller Zeiten. Was wir jetzt aus der Krise lernen müssen und wie Sie vom größten Vermögenstransfer der Menschheit profitieren, FinanzBuch, München 2021, ISBN 978-3-95972-457-9.
- mit Florian Kössler: Die größte Revolution aller Zeiten. Warum unser Geld stirbt und wie Sie davon profitieren, FinanzBuch, München 2024, ISBN 978-3-95972-406-7.